# Чернецкий, Александр Владимирович
Алекса́ндр Влади́мирович Черне́цкий (укр. Олександр Володимирович Чернецький; род. 10 января 1966, Харьков, Украинская ССР) — лидер-вокалист рок-группы «Разные люди», автор песен, композитор, ритм-гитарист. Сначала и Чернецкий, и группа были в Харькове. Затем Чернецкий переехал в Санкт-Петербург, где собрал новый состав. Выступает в России с группой и сольно, выезжал на гастроли по Украине и зарубежью, в том числе дальнему.

## Биография
Серьёзно занимался футболом, учился в спортивном классе, тренировался дважды в день — до и после уроков. Научился играть на гитаре в школьные годы, под влиянием творчества Высоцкого.
Окончил среднюю школу № 94 в 1983 году. Собирался поступать в медицинский институт. В родном Харькове конкурс был большой, а в Полтаве у Чернецкого жили родственники, поэтому решил отправиться туда. За день до экзаменов в институте был конкурс самодеятельности. Абитуриенты, прошедшие конкурс, имели преимущество при поступлении при равенстве набранных баллов. Чернецкий спел песню собственного сочинения — «Мой друг вчера вернулся из Афгана» и на следующий день получил на экзамене «неудовлетворительно».
Начинал рок-музыкальную деятельность в 1983 году, когда вместе с двоюродным братом организовывал школьную группу «Карбонарии». Группа распалась через полтора года, когда одни участники поступили в институт, а другие ушли в армию. Вскоре Чернецкий, учась в техникуме, собрал новую группу, «Рок-фанат». В 1985 в состав группы вошёл клавишник и автор песен Сергей Щелкановцев, и группа изменила название на «Рок-фронт».
В составе группы Чернецкий выступил на Рижском фестивале в 1987 году под названием «Разные люди». Группа получила приз зрительских симпатий и официальное второе место после «Чайфа». Через год «ГПД» (впоследствии «Разные Люди») выступали последними на закрытии VI Ленинградского рок-фестиваля на Зимнем стадионе.
До того были выступления на 1-м Харьковском рок-фестивале, концерты в Воронеже, «Рок-форум» в Вильнюсе, Таллин и Ростов-на-Дону, 
В начале 1990-х годов у Чернецкого обострилась болезнь Бехтерева: нужно было делать операцию на ноге. Гребенщиков, Шевчук и другие музыканты написали письмо в журнал «Огонёк» и дали несколько благотворительных концертов. Операции по эндопротезированию обеих тазобедренных суставов эндопротезами авторства Киселёва В. Н. были проведены в Санкт-Петербурге в 1991 и 1992 годах. Очередные серьезные операции Чернецкий перенес весной 1997, зимой 2003 и весной 2011 годов.
Оформил отношения с женой Инной в марте 1990 года. Супруга стала менеджером и продюсером группы и Чернецкого.
В конце 1999 года Чернецкий, не имевший в Харькове средств для существования, по приглашению друзей переехал с семьёй в Санкт-Петербург. «Разные Люди» были воссозданы в новом составе. В группу были привлечены многие петербургские музыканты.
В 2004 году «Разным Людям» поступило предложение выступить на Майдане во время «Оранжевой революции», но они отказались, предпочитая оставаться аполитичными. В 2005 году Чернецкий сочинил и исполнил сатирическую песню про президента Украины Виктора Ющенко «Простите парни из Донбасса...», на основе которой в 2011 году болельщики придумали кричалку «Спасибо жителям Донбасса», с сатирой уже на нового президента.
В 2013 году выступил против Евромайдана и курса Украины на интеграцию с Евросоюзом. По поводу политического кризиса заявил: «Правда одна. Главное сейчас — оставаться самим собой, верить в людей, любить свою Родину, не предавать её в самые трудные минуты жизни и не быть„ и нашим, и вашим“».

## Гитары
Александр Чернецкий играет на гитаре Washburn ea20 1995.

### Дискография
«Карбонарии»
- 1983 — Страна Престижа (магнитоальбом, в 2011 году переиздан на CD как сольник Чернецкого, а в 2014 — как альбом «Карбонариев» в рамках Антологии Александра Чернецкого и группы «Разные Люди»)

«Рок-Фанат/Рок-Фронт»
- 1986 — Мы хотим играть рок (магнитоальбом, в 2014 году переиздан на CD в рамках Антологии Александра Чернецкого и группы «Разные люди»)
- 1987 — Концерт в Универе, Харьков, 16 мая 1987 года (концертный магнитоальбом, в 2014 году переиздан на CD в рамках Антологии Александра Чернецкого и группы «Разные люди»)

«ГПД»
- 1987 — Концерт в Воронеже (концертная запись, считается утерянной, но есть на катушке на 19-й скорости)
- 1987 — Положение дел
- 1988 — Городской психдиспансер (концертная запись, VI Ленинградский рок-фестиваль)
- 1988 — Tallinn (концертная запись, «Концерты русского рока»)

«Разные Люди»
- 1989 — Дезертиры любви
- 1990 — Мазохизм
- 1991 — Бит
- 1992 — 1992
- 1993 — Live 1993 (концертная запись, Москва)
- 1994 — Насрать!
- 1996 — Не было
- 1997 — Живая коллекция (концертная запись, Москва)
- 2000 — Comeback (Чернецкий и Чиграков)
- 2001 — Comeback in America
- 2001 — Flashback (сборник)
- 2002 — Superбизоны
- 2003 — 911
- 2004 — Акустика
- 2004 — Разные песни (сборник)
- 2005 — 44 («Чиж & Co» и «Разные люди»)
- 2006 — Неизданное (Bootleg)
- 2008 — Дороги
- 2012 — Один день вместе («Разные люди» и «Чиж & Co»)
- 2012 — Разные люди в Америке (The Last Day Saloon, San Francisco, Feb 03 2001)
- 2013 — Чернец
- 2014 — Чёрный ворон, я не твой! Том I. Студия[5]

Сольные альбомы
- 1988 — Боль
- 1989 — Вера